# Giulio Cocchi Spumanti
Giulio Cocchi Spumanti è un'azienda vinicola italiana specializzata nella produzione di vino e bevande alcoliche a base di vino, fondata ad Asti nel 1891 e gestita dalla famiglia Bava dal 1978.

## Storia
Il fondatore Giulio Cocchi, che ha dato il nome all'azienda, era un pasticcere fiorentino trasferitosi per lavoro ad Asti; in città, già al tempo rinomata per la produzione del Moscato d'Asti, Cocchi sperimentò varie combinazioni enogastronomiche dei suoi dolci con i vini locali finché non decise di aprire una sua propria azienda vinicola con l'intenzione di produrre vini aromatizzati e spumanti d'accompagnamento.
A cavallo del XX secolo l'azienda poteva già vantare come prodotti di successo i propri vini aromatizzati, utilizzati per aperitivi e cocktail ed esportati in tutto il mondo, in particolare a Londra, New York e in varie località in Africa e Sud America.
A partire dal 1913 e l'azienda iniziò ad aprire e gestire una catena di bar allo scopo di promuovere i propri prodotti. Dei 12 bar originali, attualmente quattro sono ancora in attività e di proprietà dell'azienda: il Bar Cocchi ad Asti, il Bar Barolino Cocchi a Torino, il Bar Barolo Chinato Cocchi a Savona e il Bar Barolino a Levanto.
Durante gli anni 1920 vari artisti appartenenti all'avanguardia del Futurismo utilizzarono i prodotti dell'azienda per miscelare delle "polibibite", ovvero il nome con cui venivano chiamati i cocktail durante il ventennio fascista nella cosiddetta lingua di regime. A partire dal 2014, Giulio Cocchi Spumanti e altre aziende celebri del tempo hanno promosso La miscelazione futurista, un progetto di ricerca e rivalutazione della peculiare liquoristica del tempo concretizzatosi in vari seminari, pubblicazioni ed eventi.
Dal 2012 Giulio Cocchi Spumanti è inclusa nel Registro nazionale delle Imprese Storiche stilato da Unioncamere.

## Prodotti
Giulio Cocchi Spumanti è specializzata principalmente in tre categorie di prodotti, tutti realizzati ancora con le ricette originali del fondatore Giulio Cocchi:
- distillati (grappa e acquaforte)
- spumanti realizzati con metodo classico e metodo Martinotti utilizzando uve Moscato, Chardonnay e Pinot nero
- vini aromatizzati

Fra questi ultimi si trovano i prodotti più noti dell'azienda, come il Barolo Chinato (aromatizzato con corteccia di china calisaia), il Vermouth di Torino (aromatizzato con artemisia), e l'Americano (aromatizzato con fiori di genzianella). In particolare, il Vermouth di Torino è stato premiato come Miglior vino liquoroso e Miglior vermut dolce ai Bartender's Best Awards del 2014, mentre l'Americano è stato usato nel film di James Bond del 2012 Skyfall per la preparazione del cocktail Vesper, diventandone dunque il terzo ingrediente ufficiale insieme a vodka e gin.